# Sa'ud bin Fahd Al Sa'ud
Saʿūd bin Fahd Āl Saʿūd (in arabo سعود بن فهد بن عبد العزيز آل سعود‎?; Riyad, 8 ottobre 1950) è un principe, politico e imprenditore saudita, membro della famiglia reale Āl Saʿūd.

## Primi anni di vita e formazione
Sa'ud bin Fahd è nato a Riad l'8 ottobre 1950 ed è figlio del defunto re Fahd. La madre, Al Anoud bint Abd al-Aziz bin Musaid, apparteneva al ramo bin Jiluwi degli Al Sa'ud. I matrimoni degli appartenenti di questo ramo cadetto con i membri del ramo principale della dinastia sono stati numerosi. La principessa è morta di insufficienza renale a Santa Barbara nel marzo 1999 all'età di 76 anni, dopo un lungo periodo di ricovero a Los Angeles. I suoi fratelli germani sono Faysal, Khalid e Sultan.
Il principe Sa'ud ha conseguito una laurea in economia negli Stati Uniti.

## Carriera
Sa'ud bin Fahd è stato vice presidente dell'Intelligence dal 1985 all'ottobre 2005. Di conseguenza, è stato vice dei principi Turki bin Faysal e Nawwaf bin Abd al-Aziz. Possiede diverse attività aziendali ed è membro fondatore della Banca Faysal in Egitto.

## Vita personale
Sa'ud bin Fahd è sposato con Mudhawi bint Musaid bin Abd al-Aziz Al Sa'ud e ha quattro figli, due maschi e due femmine. È conosciuto per la sua osservanza religiosa.